# Maki Zen'in
Maki Zen'in (禪院 真希?, Zen'in Maki) è un personaggio immaginario del manga Jujutsu kaisen 0, scritto e disegnato da Gege Akutami. È una giovane studentessa della scuola delle arti occulte di Tokyo, sotto la supervisione di Satoru Gojo. Durante le missioni contro le maledizioni, Maki assume il ruolo di mentore per il nuovo arrivato Yuta Okkotsu, che sta cercando di controllare Rika, un'entità maledetta non morta che attacca persone innocenti. Nel manga vengono accennate le origini di Maki come membro rinnegato del clan Zen'in, un tema che viene approfondito nel sequel Jujutsu kaisen - Sorcery Fight, dove il personaggio appare con un anno in più e affronta avversari di maggiore pericolosità.
Gege Akutami ha concepito Maki come un personaggio destinato a ricevere un ulteriore sviluppo narrativo nel prosieguo della serie. Il suo stile di combattimento è descritto come una fusione di diverse tecniche immaginate dall’autore. Nella versione giapponese dell’anime è doppiata da Mikako Komatsu, mentre in italiano la voce è affidata a Elisa Giorgio. La critica ha accolto positivamente il personaggio di Maki, sia in Jujutsu kaisen 0 che nella serie principale, apprezzandone la forte personalità e le abilità di combattimento. Quest'ultime sono state spesso considerate atipiche e sorprendenti all'interno di un'opera destinata prevalentemente a un pubblico maschile.

## Creazione e concezione
Sebbene Maki sia diventata più conosciuta grazie alla serie principale Jujutsu kaisen - Sorcery Fight, il mangaka Gege Akutami ha consigliato ai lettori di leggere il prequel Jujutsu kaisen 0 per comprendere meglio la sua storia personale. Un dettaglio curioso sul personaggio riguarda la lunghezza dei suoi capelli, che Akutami cambia liberamente a seconda delle necessità artistiche. L'autore ha dichiarato di essersi divertito a scrivere le scene in cui Maki dimostra una forza fisica eccezionale, come quando distrugge un'arma con la sola forza bruta. Akutami ha anche apprezzato particolarmente una scena del terzo capitolo in cui Yuta conforta Maki: in quel momento, lei si allontana arrossendo, combattuta tra il sentirsi accettata o meno. L’editor di Akutami, Katayama, ha commentato che in quella scena Yuta riesce a comprendere profondamente i sentimenti di Maki. L’apprezzamento dell’editor ha portato Akutami a rivedere e affinare la scena nello storyboard. Sia il prequel che la serie principale esplorano le difficili relazioni di Maki con gli altri membri del clan Zen’in, un tema che l'autore ha dichiarato di voler approfondire ulteriormente nei volumi successivi. Le sue armi, sebbene sorprendenti per potenza e varietà, sono strettamente legate al supporto e all’influenza del suo mentore, Satoru Gojo.
Il design del personaggio è stato modificato nel corso della serie: ad esempio, Maki passa da indossare occhiali normali a montature nere durante lo scontro contro Suguru Geto. Alla domanda sul motivo per cui Maki si riferisca a Todo chiamandolo per cognome, Akutami ha spiegato che è una sua abitudine chiamare le persone per nome solo se queste fanno lo stesso con lei. Tuttavia, ha anche riconosciuto che questo tipo di coerenza potrebbe sembrare, a volte, un’incongruenza narrativa. Inizialmente, Maki utilizza armi per sopperire alla sua incapacità di usare energia malefica. Secondo quanto affermato da Akutami nel fanbook ufficiale, uno dei temi centrali della serie è proprio la crescita di Maki come stregone, con un potenziale sviluppo importante previsto per il futuro della storia. Il suo stile di combattimento si ispira all’aikido e a un insieme di arti marziali cinesi.

### Doppiatrici
Mikako Komatsu è la doppiatrice giapponese di Maki Zen’in. Ha osservato che la dinamica tra Maki, Panda e Toge Inumaki offre momenti di comicità sia nella serie televisiva Jujutsu kaisen sia nel film prequel Jujutsu kaisen 0 - Il film, con Maki che si distingue spesso per il suo comportamento rumoroso e diretto. Komatsu ha spiegato che, sebbene Maki sia un personaggio cresciuto e con un lato aggressivo, nel film le sue reazioni risultano più impulsive e cariche di slancio rispetto alla serie principale, trasmettendo un'energia più giovane. L'attrice ha apprezzato come il film abbia permesso di esplorare la vulnerabilità di Maki, soprattutto attraverso il legame con Yuta Okkotsu, un personaggio timido con cui condivide alcune insicurezze. Maki riconosce la propria forza nella capacità di esprimere onestamente i propri sentimenti, anche quando questi rivelano la sua debolezza. Tuttavia, si sente frustrata da Yuta, che trova difficile da comprendere, e finisce per reagire con forza nei suoi confronti. Secondo Komatsu, queste interazioni rendono Maki più simpatica e sfaccettata, nonostante inizialmente critichi Yuta per la sua apparente debolezza. Komatsu ha anche sottolineato quanto queste dinamiche differiscano da quelle presenti nella serie TV, dove Maki interagisce con Yuji Itadori, un protagonista che, all'inizio, ha una conoscenza limitata delle arti occulte. L’attrice ha dichiarato di essersi divertita particolarmente a lavorare nel film, sia per le intense scene d’azione sia per l’opportunità di recitare accanto a Megumi Ogata, voce di Yuta, lodandone l’interpretazione.
Elisa Giorgio presta la voce a Maki nella versione italiana dell'anime.

## Biografia del personaggio
In Jujutsu kaisen 0, Maki Zen’in è una giovane studentessa del Liceo delle Arti Occulte di Tokyo, sotto la direzione di Satoru Gojo. Quando Yuta Okkotsu, un adolescente insicuro, si iscrive alla scuola per imparare a controllare la maledizione della sua defunta amica Rika, Maki viene incaricata di lavorare con lui. Sin dall’inizio, prende in giro Yuta per la sua natura passiva, ritenendo che sia un facile bersaglio per i bulli. Sebbene Yuta non sia inizialmente in grado di combattere, i due vengono mandati in missione per esorcizzare una maledizione.
Durante uno scontro, Maki viene ferita e chiede a Yuta quale sia il suo vero desiderio. Yuta risponde che vuole semplicemente vivere una vita serena e non essere più solo. Incoraggiato da Maki a lottare per questo diritto, riesce temporaneamente a controllare Rika, permettendo loro di fuggire insieme. Nei tre mesi successivi, Maki diventa la mentore di Yuta nell'uso della spada, sorprendendolo con il proprio impegno e la propria abilità.
L’arrivo di Suguru Geto, vecchio conoscente di Gojo, alla scuola porta alla rivelazione che Maki è un membro rinnegato del clan Zen’in, fatto che suscita scherno da parte di Geto e fa infuriare Yuta. Dopo la visita, Maki confessa il proprio disprezzo verso il clan, trovando conforto nell’appoggio di Yuta. Quando Geto attacca nuovamente per ottenere la maledizione di Rika, Maki viene messa fuori combattimento insieme agli altri studenti, ma Yuta riesce a respingere Geto prendendo il pieno controllo di Rika.
Nella serie Jujutsu kaisen - Sorcery Fight, Maki riappare un anno dopo come stregone a pieno titolo, lavorando con Panda e Toge Inumaki mentre Yuta è all’estero. Durante l’esame di scambio tra scuole, in cui gli studenti di Kyoto cercano di uccidere Yuji Itadori per via della sua connessione con Ryomen Sukuna, Maki si unisce al gruppo di Yuji e sconfigge sua sorella Mai, che le chiede perché abbia abbandonato il clan. Durante l’Incidente di Shibuya, Maki viene gravemente ustionata dallo spirito maledetto Jogo, rimanendo sfigurata.
Nonostante le ferite, continua a combattere al fianco di Yuta e degli altri contro Kenjaku, il manipolatore dietro molti eventi. Dopo che Mai si sacrifica per lei, Maki acquisisce la capacità di vedere le maledizioni senza l’uso degli occhiali. In seguito, uccide il padre e massacra Naoya Zen’in insieme agli altri membri del clan, vendicandosi per gli abusi subiti da lei e sua sorella durante l’infanzia.
Maki partecipa ai Culling Games come giocatrice, potendo entrare e uscire dalle barriere grazie alla sua particolare natura. Nella colonia si unisce a Noritoshi Kamo, ma vengono attaccati dallo spirito maledetto di grado speciale nato da Naoya Zen’in, reincarnato per vendicarsi della sua morte. Maki subisce ferite gravi e si ritira per guarire, mentre Noritoshi si sacrifica per rallentare l’avversario. Durante la battaglia con Naoya, Maki raggiunge un risveglio completo, diventando paragonabile a Toji Fushiguro.
Durante lo Shinjuku Showdown, Maki assiste alla battaglia tra Gojo e Sukuna insieme agli altri. Dopo la morte di Gojo, scatta il piano di emergenza: Yuta si unisce allo scontro e, al segnale stabilito, Maki trafigge Sukuna al cuore con la Split Soul Katana, dando il via alla battaglia. Combatte con determinazione, riuscendo anche a colpire Sukuna con un Black Flash e tagliargli un braccio, ma un secondo Black Flash la mette fuori combattimento. Il suo sacrificio permette a Yuji di liberare Megumi dalla presa di Sukuna.
Nell’epilogo della storia, ambientato nel 2080, si presume che Maki abbia avuto figli e nipoti con Yuta Okkotsu, poiché il loro nipote mostra una sorprendente somiglianza con lei.

## Accoglienza
La risposta della critica al personaggio di Maki Zen’in nella serie principale di Jujutsu kaisen - Sorcery Fight è stata generalmente positiva, soprattutto durante l’arco dell’allenamento congiunto tra gli studenti delle scuole di Tokyo e Kyoto. Quando Maki stava per mostrare le sue abilità per la prima volta, Anime News Network espresse un certo disinteresse per la quantità di combattimenti presenti in quell’arco narrativo, ma si augurava che Maki potesse emergere come figura centrale.
La battaglia tra le sorelle Zen’in è stata particolarmente apprezzata, sia per la qualità dell’animazione sia per l’approfondimento emotivo del passato di Maki. The Fandom Post la ha definita “la star dello show”, lodando il modo in cui riesce a sopraffare i suoi nemici con sicurezza, superando persino Nobara in carisma. Anche Comic Book Resources ha elogiato Maki e Nobara per il modo in cui sfidano le aspettative sociali, in particolare nel contesto della rivalità familiare con il clan Zen’in, anche se ha sottolineato che queste dinamiche non sono state esplorate a fondo.
Anime News Network ha lodato le coreografie dei combattimenti di Maki, considerandole più coinvolgenti persino di quelle di Yuji, e ha definito “rivoluzionaria” la scena in cui sconfigge Momo. L’attenzione finale rivolta a Maki ha portato Comic Book Resources a criticare il trattamento ricevuto da parte del suo clan, notando quanto riesca a sorprendere costantemente spettatori e personaggi. Anche Manga News ha apprezzato la gestione dei conflitti tra Maki e Mai nel manga.
Per quanto riguarda il prequel Jujutsu kaisen 0, Maki è stata considerata una figura chiave nel processo di guarigione emotiva di Yuta Okkotsu. Secondo Real, è grazie al suo incoraggiamento che Yuta riesce a iniziare a recuperare dal trauma che lo affligge. The Mary Sue ha condiviso questo punto di vista, elogiando lo sviluppo parallelo dei due personaggi, mentre Real Sound ha sottolineato la forza dei legami tra gli stregoni in generale e ha apprezzato il fatto che Maki stringa amicizia con Yuta, aggiungendo profondità al manga.
Secondo Anime UK News, il ruolo di Maki nel film risulta più efficace rispetto alla serie, proprio grazie a un’esplorazione più accurata del suo passato. Digital Trends ha apprezzato la sua caratterizzazione, affermando che, nel film, Maki riesce a distinguersi senza risultare ripetitiva rispetto alla versione della serie TV. Le sue scene d’azione sono state ben accolte anche da Hitc, che ha lodato la sua funzione di sollievo comico insieme agli altri studenti, in netto contrasto con il tono più cupo di Yuta.
Ancora The Mary Sue ha definito Maki “una REGINA assoluta” e ha sottolineato che, nonostante il passato del personaggio sia simile a quello della serie principale, riesce comunque a distinguersi. Tuttavia, non sono mancate critiche: Otaquest ha espresso disappunto per il ruolo marginale dei personaggi secondari nel finale del film, sconfitti rapidamente da Geto, e Siliconera si è lamentata del poco tempo sullo schermo riservato a Maki, auspicando un maggiore approfondimento del personaggio. Con l’uscita dell’epilogo nel volume finale del manga, GameRant ha osservato come i fan si siano detti soddisfatti del possibile legame familiare tra Yuta e Maki, un’idea molto attesa e apprezzata.
In un sondaggio di popolarità condotto da Viz Media nel marzo 2021, Maki si è classificata all'undicesimo posto tra i personaggi più amati del franchise. La sua doppiatrice giapponese, Mikako Komatsu, è stata anch’essa lodata: One Sports l’ha indicata come una delle migliori performance del cast.
Den of Geek ha descritto Maki come uno dei personaggi femminili meglio utilizzati nei manga shonen, apprezzandone la rappresentazione come guerriera capace, piuttosto che relegarla a un ruolo di supporto, come spesso accade per le donne nel genere. Anche Polygon ha concordato, osservando che in serie come Bleach, Soul Eater e Hunter × Hunter, i personaggi femminili spesso hanno ruoli limitati o poteri poco ispirati rispetto ai colleghi maschi.
Infine, Comic Book Resources ha notato il cambiamento di tono nel personaggio di Maki dopo l’arco di Shibuya, definendo il suo corpo profondamente danneggiato e la sua personalità più cupa come un elemento che sorprenderà anche gli spettatori dell’anime.